# Кубок Іспанії з футболу 1904
Кубок Іспанії з футболу 1904 — 2-й розіграш кубкового футбольного турніру в Іспанії. Титул вдруге поспіль здобув Атлетік (Більбао).

## Календар
| Раунд        | Дата               | Матчі | Клуби |
| ------------ | ------------------ | ----- | ----- |
| Перший раунд | 13-19 березня 1904 | 2     | 5 → 3 |
| Другий раунд | 27 березня 1904    | 1     | 3 → 2 |
| Фінал        | 28 березня 1904    | 1     | 2 → 1 |

## Перший раунд
| Команда 1          | Рахунок | Команда 2      |
| ------------------ | ------- | -------------- |
| 13 березня 1904    |         |                |
| Монклоа            | 4:0     | Іберія         |
| 19 березня 1904    |         |                |
| Еспаньйол (Мадрид) | 5:5*    | Мадрид-Модерно |

* - Еспаньйол був визнаний переможцем двобою, оскільки суперник не з'явився на матч-перегравання.

## Другий раунд
| Команда 1          | Рахунок | Команда 2 |
| ------------------ | ------- | --------- |
| 27 березня 1904    |         |           |
| Еспаньйол (Мадрид) | 1:0*    | Монклоа   |

* - матч був перегрваний за рахунку 1:0 через серйозну травму гравця. Клуб Еспаньйол був визнаний переможцем двобою.

## Фінал
Фінальний матч був відмінений.
| 18 квітня 1904 |

| Атлетік (Більбао) |          | Еспаньйол (Мадрид) |
| ----------------- | -------- | ------------------ |
|                   | Протокол |                    |

| Тіро дель Пічон, Мадрид |